# Список персонажей «Ведьмака»
Перечисленные ниже персонажи являются героями серии романов «Ведьмак» польского писателя Анджея Сапковского, а также основанных на книгах Сапковского компьютерных игр и телесериалов.

## Ведьмаки
Основная статья: Ведьмаки

### Геральт
Геральт (пол. Geralt z Rivii) — главный герой романа, воспитанник Каэр Морхен. В результате Испытания Травами и последующих мутаций приобрёл белые, молочного цвета волосы и кошачьи глаза. Лучшими друзьями Геральта из Ривии являются трубадур Лютик, высший вампир Эмиель Регис и краснолюд Золтан Хивай. Сюжет саги Сапковского вертится вокруг Предназначения, связывающего Геральта с Цири, цинтрийской княжной и вторичным протагонистом повествования. Предназначение, а также Старшая Кровь, текущая в венах Цири, приводит Геральта к смертельному конфликту с чародеем-ренегатом Вильгефорцем из Роггевеена, которого ведьмак убивает в цитадели Стигга ценой гибели всех своих спутников (кроме Эмиеля Региса). Геральт имеет романтические отношения с чародейкой Йеннифэр из Венгерберга, хотя также имел несколько романов «на стороне» (Эсси Давен, Трисс Меригольд, Фрингилья Виго, Литта Нейд, Шани). Защищая нелюдей во время погрома в Ривии, смертельно ранен трусом, которого пощадил. Цири унесла погибшего Геральта и Йеннифэр, пытавшуюся его спасти, в другой мир.
Геральт появляется как игровой персонаж в трилогии компьютерных игр, разработанных польской студией CD Projekt RED; их действие происходит после серии романов Сапковского. Воскрешение Геральта в компьютерных играх объясняется вмешательством сверхъестественных антагонистов — всадников Дикой Охоты. Они похищают Йеннифэр и Геральта, в результате ведьмак, потерявший память, оказывается у стен Каэр Морхена и должен снова проделать долгий и непростой путь, чтобы вернуть память и снова обрести своих близких людей.

### Весемир
Весемир (пол. Vesemir) — самый старший из упоминающихся в цикле ведьмаков, в прошлом — учитель фехтования и монстрологии в Каэр Морхен. Наставник Геральта, равно как и всех ниже описанных ведьмаков, также учил и Цири. В третьей части компьютерной трилогии, «Ведьмак 3: Дикая охота» был убит эльфом из Дикой Охоты по имени Имлерих во время битвы в Каэр Морхене, защищая Цири.

### Эскель
Эскель (пол. Eskel) — лучший друг Геральта во время обучения в Каэр Морхене. О его внешности известно лишь то, что он был «похож на Волка как брат-близнец, если не считать цвета волос и длинного шрама, уродующего щеку и проходившего до уха». Отличается спокойным, уравновешенным характером.

### Ламберт
Ламберт (пол.  Lambert) — самый молодой из ведьмаков Каэр Морхена. Скептик по натуре: автор упоминает о неприятной ухмылке, не сходившей с его лица. С иронией относился лично к Трисс Меригольд, называя её исключительно по фамилии, и к магии вообще. Может быть убит во время битвы с эльфами в игре «Ведьмак 3: Дикая охота». Ламберт играет важную роль в цикле компьютерных игр о ведьмаке (особенно в третьей части), где после боя за Каэр Морхен может погибнуть, либо начать романтические отношения с чародейкой Кейрой Мец.

### Койон
Койон (пол. Koją) — Ведьмак, выглядит ровесником Ламберта. Имеет уникальный цвет глаз и красные хрусталики, как след после прохождения транс-мутации. Из-за этого, некоторые считают, что Койон относится к школе кота, хотя явных доказательств этому нет. Ему, как и Геральту, Цири, впавшая в транс, предсказала гибель от «двух зубов». Предсказание сбылось: Койон погиб в битве под Бренной от удара двузубой гвизармы в сердце, сражаясь в составе легкой волонтёрской кавалерии.

## Спутники Геральта

### Лютик
Лютик (пол. Jaskier) — известный трубадур, поэт. Любитель музыки, поэзии, алкоголя и женщин. Легкомысленный, трусоватый и инфантильный. Сигизмунд Дийкстра так описывает этого героя: «Лет тебе за 40, выглядишь на 30, считаешь что тебе 20, а поступаешь, будто тебе 10».
Настоящее имя Лютика — Адам Юлиан Альфред Панкрац, виконт де Леттенхоф, что говорит о его дворянском происхождении. Впрочем, в книгах упоминается всего один родственник Лютика — кузен, работающий коронером в королевстве Керак. В игре «Ведьмак 3» Лютик наследует огромное состояние и все земельные владения Леттенхофов.
Легкомысленный и трусоватый, но самоотверженный, он всё же остаётся лучшим другом ведьмака Геральта. На протяжении всей саги остаётся инфантильным ветреным бабником, но в конце компьютерного повествования о ведьмаке сумел остепениться.
Исходя из содержания Саги, можно с уверенностью предположить, что последней и окончательной избранницей Лютика стала княжна Анна-Генриетта, правительница княжества Туссент (мезальянс в данном случае невозможен, так как сам Лютик принадлежит к дворянскому роду Леттенхоф). Несмотря на то, что в финале Саги княгиня, поймав Лютика на измене с одной из её фрейлин, в бешенстве отдала приказ казнить его, поэт всё же избежал плахи — в последние минуты княгиня заменила её на изгнание за пределы княжества. Однако спустя несколько веков по хронологии Саги учёные-археологи, проводя раскопки в Боклере (столица княжества Туссент), обнаружили каверну, некогда образовавшуюся в результате частичного обрушения стен боклерского дворца. В каверне были обнаружены скелеты мужчины и женщины, а рядом с ними — кожаный футляр-туба длиной почти в восемьдесят сантиметров, с оттиснутым на нём гербом древнего королевства Ривия. Именно в таком футляре Лютик хранил один из своих литературных трудов: «Полвека поэзии». Поскольку в Саге трубадур относится к тубе с пергаментами крайне трепетно, да и некоторые выдержки из «Полувека» так или иначе обрели известность — можно сделать вывод, что скелеты в каверне принадлежат именно Лютику и Анне-Генриетте, погибшим, видимо, результате какого-то катаклизма, повлекшего за собой тяжёлые последствия для княжества, в том числе и почти полное разрушение дворца. (Тубу он оставил в заваленных вещах у правительницы Анны. Когда бежал вместе с Цири и ведьмаком из Туссента, и сказал, что напишет новую)
В экранизации 2001 и телесериале 2002 года роль Лютика сыграл польский актёр Збигнев Замаховский (пол. Zbigniew Zamachowski).

### Эмиель Регис
Эмиель Регис Рогеллек Терзиефф-Годфрой (пол. Emiel Regis Rohellec Terzieff-Godefroy) — высший вампир. Впервые этот персонаж появляется в романе «Крещение огнём» и присутствует во всех последующих романах саги. Поначалу Регис предстаёт перед читателем как медик и учёный, и только позднее обнаруживается его вампирская природа. Он признаётся, что ему четыреста двадцать восемь лет. В книге говорится о том, что кровь является для вампиров не основной пищей, а всего лишь аналогом алкогольных напитков, и отличие Региса от его кровососущих собратьев состоит в том, что он сумел побороть в себе эту «зависимость» и полностью отказаться от употребления человеческой (и любой другой) крови. Правда, перед решающим боем он всё-таки отведал крови своих противников. На протяжении романов саги Регис представлен как хороший товарищ и мудрый советчик, который неоднократно помогает ведьмаку и его друзьям.
Во время боя Вильгефорц просто расплавил Региса вместе с одной из колонн замка. Это дало Геральту и Йеннифэр возможность собраться и одержать верх над чародеем.
Разработчики компьютерной игры «Ведьмак 3» дали свою, вольную интерпретацию судьбы Региса: он не умер, а всего лишь был расплавлен в форме «жижи», но регенерировал с помощью своего друга, вампира Детлаффа, после чего вернулся в Диллинген, ведя жизнь учёного и травника и пользуясь достаточно большим авторитетом у местных жителей. После событий дополнения «Кровь и Вино» покидает Туссент и уезжает в Нильфгаард (при определённом развитии событий). Ведьмаки считают высших вампиров противниками высочайшей категории и берут за их уничтожение большие деньги.

### Кагыр Маур Дыффин аэп Кеаллах
Кагыр Маур Дыффин аэп Кеаллах (пол. Cahir Mawr Dyffryn aep Ceallach) — нильфгаардский рыцарь, граф, сын сенешаля Нильфгаардской империи Кеаллаха аэп Груффыда, порученец императора Эмгыра вар Эмрейса.
Во время Первой войны он получил приказ найти Цири и доставить её ко двору императора. Кагыр вывез девочку из горящей столицы Цинтры, но в суматохе Цирилла сумела сбежать от него и присоединилась к другим беженцам; впоследствии её приютила семья крестьян.
За невыполнение приказа Кагыр был заточён в башню. Просидев в заключении более двух лет, получил от императора второй шанс, но уже без права на ошибку. Повторная попытка захватить Цири во время бунта на Танедде при помощи скоя’таэлей также сорвалась, а сам Кагыр чуть не погиб от меча Цири. Схваченный вчерашними соратниками, Кагыр должен был предстать перед имперским трибуналом, но случайное вмешательство Геральта избавило его от подобной участи. Считая себя обязанным Геральту за своё освобождение и желая помочь Цири (к которой он начал испытывать романтические чувства), Кагыр неотступно следовал за ведьмаком и его спутниками. После спасения Геральта и Лютика, арестованных по приказу командующего остатками цинтрийской армии маршала Виссегерда и осуждённых на казнь, Кагыр, наконец, открыто присоединился к ведьмаку в его поисках Цири, а после битвы у моста окончательно стал другом Геральта. Погиб при штурме замка Вильгефорца от руки Лео Бонарта, защищая Цири.
Описывается Кагыр как черноволосый юноша (ему нет ещё и тридцати) с красивыми тёмно-голубыми глазами. На левой руке — шрам, оставшийся после схватки с Цири на острове Танедд при его неудачной попытке поймать девушку. Свободно владеет Всеобщим языком, хотя характерный акцент и выдаёт в нём нильфгаардца. Не любит, когда его называют нильфгаардцем (объясняя это тем, что в Империи нильфгаардцами принято называть только коренных жителей столицы и её окрестностей, а сам он из Виковаро).
Имя этого персонажа, как и других нильфгаардцев, основано на валлийских и ирландских словах, неправильно переданных в русском переводе. В частности, его первое имя Cahir совпадает с названием замка Кэйр в Ирландии.

### Мильва
Мильва (пол. Milva), настоящее имя — Мария Барринг. Уроженка Верхнего Соддена, потомственная охотница. После смерти отца и повторного замужества матери бежала из дома, добывая пропитание охотой. Преследуемая баронскими лесничими, нашла приют в Брокилоне, у дриад. Неоднократно помогала дриадам, заманивая в ловушки карательные экспедиции против них, тогда же заработала своё прозвище — Мильва (со Старшей речи — «Коршун»). После начала Северных войн стала помогать скоя’таэлям: выводила разбитые бригады из засад и ловушек, служила проводником до Брокилона, где эльфы получали возможность передохнуть и сформировать новые боеспособные отряды. (В знак особого доверия эльфы называли её sor’ca — «сестрёнка»). Когда Геральт после бунта на Танедде лечился в Брокилоне от полученных ран, Эитнэ Среброокая, глава дриад, попросила Мильву помочь ведьмаку в его поисках. Вначале помощь ограничивалась только сбором информации, но позже, когда отправившийся на поиски Цири Геральт случайно схватился с отрядом нильфгаардцев (тем самым освободив из-под ареста Кагыра), Мильва, тайно следовавшая за ведьмаком, помогла ему в схватке и дальше отправилась вместе с Геральтом и Лютиком как полноправная спутница.
Незадолго до пересечения ганзой Яруги лучница призналась спутникам, что беременна от одного из спасённых ею эльфов, которого с тех пор не видела. В этом заключалась одна из причин, по которым она ушла из Брокилона. Однако во время битвы на мосту у неё случился выкидыш, поэтому в сражении она не участвовала и долгое время приходила в себя.
Когда команда ведьмака остановилась в Туссенте, у Мильвы появился воздыхатель — барон Амадис де Трастамара, суровый нелюдимый великан, куда лучше чувствующий себя в лесу, нежели при дворе, такой же, как и она сама, страстный охотник и стрелок из лука. Дело дошло до предложения руки и сердца, но Мильва, в смятённых чувствах, отказала барону.
Через некоторое время Геральт со спутниками покинули Туссент; во время штурма замка Стигга, цитадели чародея Вильгефорца, Мильва погибла, смертельно раненная стрелой в самоубийственном поединке — по иронии судьбы, в первый и последний раз встретив (и отправив на тот свет) равного по мастерству противника.

### Ангулема
Ангуле́ма (пол. Angoulême) — молодая девушка из Цинтры, внебрачная дочь дворянки из благородного цинтрийского рода (в качестве доказательства своего происхождения долгое время носила медальон с фамильным гербом). Впервые появляется в романе «Башня Ласточки». Описывается как девушка с карими глазами и растрепанной гривой светлых непослушных волос, прядками спадающих на брови. О юном возрасте свидетельствует обращение к людям — «тётечка» (зачастую относилось к Мильве, которую это ужасно раздражало) и «дядечка» (чем выводила из себя Региса).
Ангулема родилась в начале войны с Нильфгаардом. После погрома в Цинтре ушла в заречье (округа Ридбруна), где присоединилась к разбойникам, была участницей не одной разбойничьей шайки, пока не оказалась в ганзе Соловья, из которой вскоре убежала. Позже была схвачена Фулько Артевельде, префектом Ридбруна, и приговорена к повешению. По стечению обстоятельств присоединяется к отряду Геральта. В бою использовала метательные ножи. Во время пребывания в Туссенте мечтала открыть свой бордель. Истекла кровью на руках Цири от полученной во время штурма замка Стигга смертельной раны.

## Крысы
Крысы Пограничья (пол. banda Szczurów) — подростковая банда («ганза» на сленге разбойников), промышляющая грабежом и убийствами на территории завоёванных империей Нильфгаард княжеств. Крысы занимались грабежом и перепродажей награбленного (в основном — породистых лошадей, отнятых у дворян). У Крыс был свой «кодекс чести», они не пускали в ганзу посторонних, никому не доверяли, жестоко мстили за предательство. В правила банды входила обязательная раздача денег в деревнях, около которых они разбойничали, чтобы местные жители не выдавали их нисарам (отрядам милиции, состоящим на жаловании нильфгаардских баронов). За удаль и дерзость Крысы стали так популярны, что их стиль одежды и манера поведения вошли в моду среди молодёжи. Официальные власти (и практически все феодалы, во владениях которых хозяйничала банда) всё время существования Крыс вели на них открытую охоту. В конце концов члены банды, за исключением Цири, погибли от руки наёмного убийцы Лео Бонарта, нанятого одним из местных баронов.

### Гиселер
Гиселер (пол. Giselher) — главарь банды, бывший дезертир, самый старший из подростков (за исключением Искры), разбойничал с несколькими бандами до Крыс. Высокий, темноволосый, худой, на голове носит пурпурную повязку.

### Искра
Искра (пол. Iskra), полное имя на эльфийском — «Аенниэведдиен», то есть «Дитя огня» (Aenyeweddien). Подруга Гиселера и его любовница, молодая темноволосая эльфка, отвергнутая своим народом за спасение Гиселера, раненого в схватке с эльфами. У неё был выбор — умереть или найти себе спутников. Жестока, прямолинейна, высокомерна. Прозвище «Искра» — вольный перевод её истинного имени с языка эльфов, предложенный Гиселером и принятый другими участниками банды.

### Кайлей
Кайлей (пол. Kayleigh) — уроженец Эббинга, юноша из дворянского рода, потерявший всех близких после взятия его родового замка нильфгаардскими карателями. Длинноволосый, с привлекательным, но злым лицом. Много бахвалится и остёр на язык, чаще других героев ввязывается в любовные похождения, во время одного из них был схвачен нисарами, спасся благодаря помощи Цири, которую привезли из пустыни Корат нильфгаардские ловчие, и вовремя подоспевших друзей.

### Рееф
Рееф (пол. Reef) — бывший нильфгаардский солдат, один из тех, кто осуществлял нападение на замок родителей Кайлея, был ранен и — по традиции карателей — брошен своими соратниками. Кайлей вылечил его, они стали разбойничать в паре. Светловолосый, говорит с заметным акцентом.

### Мистле
Мистле (пол. Mistle) — девушка из дворянской семьи, родом из Мехта, после бегства из захваченного дома и гибели родителей попала в руки сначала нильфгаардским ловчим, а позже — банде мародёров, чудом оставшись в живых, была спасена Ассе. Отличалась весьма экстравагантным внешним видом (короткие волосы, татуировка, пирсинг). Во время странствий Цири в банде стала её любовницей.

### Ассе
Ассе (пол. Asse) — сын кузнеца, семью которого вырезала та же банда нильфгаардских мародёров, в руки которой попалась Мистле. После спасения Мистле вместе с ней отправился разбойничать на большак и тем самым мстить захватчикам. Коренастый, широкоплечий, молчаливый.

### Цирилла
Цири — вторичный протагонист «Саги о ведьмаке», цинтрийская княжна и наследница Нильфгаардского престола. Дочь императора Эмгыра вар Эмрейса и цинтрийской княжны Паветты, внучка королевы Калантэ из Цинтры.
Ещё до её рождения оказалась связанной Предназначением с Геральтом из Ривии (который за снятие проклятия с её отца потребовал плату «Правом Неожиданности»). В 10-летнем возрасте была сосватана своей властной бабкой за наследника вердэнского престола, но вскоре сбежала, и в Брокилоне была найдена Геральтом. Он вернул её Калантэ, сказав что не верит в пророчество, но позднее она снова попала к Геральту, который забрал её в Каэр Морхен. Здесь у Цири впервые открылись способности Старшей Крови (она стала прорицать, видеть будущее и впадать в боевой транс). Для обучения её владением этими способностями её отправили вместе с Йеннифэр в Храм Мелитэле в Элландере, откуда позднее она должна была отправиться в школу магичек в Аретузе, но в ходе Танеддского бунта, спасаясь от белок и Кагыра, прыгнула в портал полуразрушенной Башни Чайки, перенёсший её в самое сердце Нильфгаардской империи, пустыню Корат.
На протяжении всей Саги за Цири охотится Вильгефорц, шпион Дийкстра, эльфы Aen Elle, разведки всех правящих королей и нильфгаардские ловчие. Во время событий на острове Танедд она была разлучена с Йеннифэр и Геральтом: используя испорченный портал полуразрушенной башни Тор Лара (со Старшей Речи Башня Чайки), Цири перенеслась в пустыню Корат, где спаслась от гибели благодаря встрече с молодым единорогом, затем — добровольно отказалась от магической силы, над пробуждением и управлением которой с ней работала Йеннифэр. Благодаря этому отказу ей удалось спасти жизнь единорогу, что впоследствии сыграло свою роль.
На границе пустыни с одним из завоёванных империей княжеств Цири была найдена нильфгаардскими ловчими. Бежала от них, присоединившись к банде под названием Крысы, стала разбойничать с ними под именем Фалька. В это же время сошлась с бандиткой Мистле. После уничтожения Крыс Бонартом была захвачена им в плен и против своей воли выступала на арене для боёв города Клармон. После того как её попытались передать Вильгефорцу, к ней спонтанно вернулись магические способности и она перенеслась на болота Переплюта, попав в итоге к старому отшельнику Высоготе. Тот вылечил её и направил на верный путь к Башне Ласточки. К Башне Ласточки изначально вёл портал Башни Чайки, испорченный при частичном разрушении последней. В Башне Ласточки перед Цири открывается возможность выхода в один из параллельных миров, населённых одним из племён эльфов — Народом Ольх, которые также собираются использовать её в своих целях. Она оказывается пойманной в ловушку, из которой ей помогает выбраться спасённый ранее единорог. В Цири просыпаются способности воздействовать на пространство и время, в результате чего она начинает своё путешествие по мирам в поисках своего родного.
После скитаний по другим мирам Цири попадает в замок Стигга, убежище Вильгефорца из Роггевеена — мага-ренегата, который хотел использовать её ген Старшей Крови для собственных целей, но не успел это сделать так как был убит вовремя подоспевшим Геральтом. Позднее Цири отправляется в путешествие по различным мирам, и в конце саги спасает Геральта и Йеннифэр, переселяя их на Остров Яблонь.
В игре «Ведьмак 3: Дикая Охота» мы узнаем, что Цири возвращается из своих странствий в родной мир, потому что её по пятам преследует Дикая Охота, но помощь ведьмака и его друзей позволила Цири спастись, после чего в конце игры мы имеем возможность увидеть три варианта развития судьбы Цири: она может 1) стать ведьмачкой и вместе с Геральтом охотиться на чудовищ 2) отправиться в Нильфгаард, где биологический отец намерен передать ей престол Империи 3) пропадает при попытке остановить Белый Хлад (возможно гибнет).

## Исторические личности

### Фалька
Фалька (от Gvalch’ca — «соколица» на одном из эльфийских диалектов) — изгнанная принцесса Редании, попытка которой вернуть себе трон превратилась в мятеж, охвативший несколько государств и настолько кровавый, что именем Фальки, проявившей в ходе мятежа крайнюю жестокость и заработавшей прозвище «Дьяволица», в Северных королевствах до сих пор пугают детей. После разгрома мятежа войсками Гоидемара, короля Темерии, Фальку сожгли на костре.

Когда к костру преступницы поднесли огонь, и её охватило пламя, принялась она осыпать оскорблениями собравшихся на плацу рыцарей, баронов, чародеев и господ советников словами столь мерзостными, что всех объял ужас. И хоть костёр тот мокрыми поленьями обложили, дабы дьяволица не сгорела быстро и крепче огнём терзания познала, теперь же чем быстрее велено было сухого древна подбросить и казнь докончить. Но воистину демон сидел в оной ведьме проклятущей, ибо хоть она уже и шипела зело, однако ж крику боли не издала, а ещё более ужаснейшие ругательства выкрикивать почала. «Возродится Мститель из крови моей! — возвестила она во весь глас. — Возродится из осквернённой Старшей Крови Истребитель народов и миров. Отмстит он за муки мои! Смерть, смерть и мщение всем вам и всем коленам вашим!» Одно токмо это успела она выкрикнуть, прежде чем спалилась. Так сгинула Фалька, такову кару понесла за пролитую кровь невинную.— Родерик де Новембр. «История мира», том II
Имя этого персонажа взяла себе Цири в период её пребывания в банде Крыс.

### Калантэ
Калантэ, известная также как «Львица из Цинтры» (пол. Calanthe, «Lwica z Cintry»)— королева Цинтры, бабушка Цири. Умна, расчётлива, хитра. Встречавшиеся с ней также отмечали и её необыкновенную красоту. Впервые встречается в рассказе «Вопрос цены», книга «Последнее желание».
Во время битвы с нильфгаардцами в долине Марнадаль сумела собрать оставшиеся после битвы войска и организовала прорыв к городу. Получила тяжелейшие ранения, когда с горсткой рыцарей прикрывала отступление основной части войск. В конце четырёхдневной осады донжона дворца (Цинтра была сдана с ходу) покончила жизнь самоубийством, бросившись с башни. Её примеру последовали остальные оставшиеся в живых защитники.
В экранизации «Ведьмак» (2002) роль Калантэ исполняла польская актриса Ева Вишневская.

### Эмгыр вар Эмрейс
Эмгыр вар Эмрейс (пол. Emhyr var Emreis) — император Нильфгаарда из династии Эмрейсов. Официальный титул: Деитвен Аддан ын Карн аэп Морвудд — Белое Пламя, Пляшущее на Курганах Врагов. Муж Паветты — принцессы Цинтры и дочери королевы Калантэ. Отец Цириллы.
В возрасте 13 лет после дворцового переворота в Нильфгаардской империи был заколдован нанятым заговорщиками чародеем: от рассвета до полуночи юноша ходил в обличье монстра и был прозван Йож из Эрленвальда (пол. Jeż). Ему пришлось бежать с родины и скрываться на территории Северных королевств под именем Дани (пол. Duny z Erlenwaldu). Спас от смерти короля Цинтры Регнера, попросив от него в качестве платы «то, что оставил дома, но о чём не знает и чего не ожидает». Обещанной платой оказалась новорожденная дочь короля, принцесса Паветта. Явившись через 15 лет за наградой, Дани встретил сопротивление королевы Калантэ. Она попыталась обмануть его, но, с помощью присутствовавшего там же Геральта, Дани удалось избавиться от чар и получить руку Паветты. Геральт, в свою очередь, в качестве благодарности стребовал с Дани то же обещание, что и Йож с короля Регнера: отдать ему в положенный срок «неожиданное».
Спустя некоторое время после рождения у Дани и Паветты дочери Цириллы корабль, на котором плыли супруги, попал в устроенное Вильгефорцем кораблекрушение; Паветта при этом погибла, а её муж спасся и, вернувшись в Нильфгаард, возглавил восстание, вернувшее трон династии Эмрейсов. Узнав от Вильгефорца (до рождения Цири и встречи с Паветтой) о пророчестве Итлины и о том, какая судьба предначертана его дочери, Эмгыр долгое время разыскивал Цириллу, но в последний момент, когда поиски уже увенчались успехом, отказался от своих замыслов на её счёт, предоставив Цири собственной судьбе и женившись на её двойнике — юной дворянке из Цинтры, официально представленной всем как принцесса Цирилла. Умер император Эмгыр (предположительно) в преклонном возрасте, не оставив прямых наследников.
Является одним из основных персонажей игры «Ведьмак 3: Дикая Охота», в которой дает Геральту задание найти его вернувшуюся из скитаний по мирам дочь. После долгожданной встречи с Цири предлагает ей занять нильфгаардский престол (соглашаться или нет — решение принимает игрок). В случае отказа Эмгыр может быть скинут с трона многочисленной нильфгаардской оппозицией и впоследствии убит.
Как и у большинства нильфгаардцев, имя Emhyr — кельтского происхождения и говорящее, на валлийском языке оно означает «правитель».

## Маги

### Йеннифэр
Йеннифер, называемая также Йеннифэр из Венгерберга (пол. Yennefer z Vengerbergu) — чародейка, возлюбленная Геральта. Описывается её «хищная красота и фиалковые глаза», а также «запах сирени и крыжовника». Считается одной из самых могущественных чародеек Севера. Любовь, рождённая действиями джинна, в итоге переросла в нечто куда большее.
Йеннифэр родилась горбуньей, и родители отдали девочку для воспитания и обучения магии в школу чародеек в Аретузе, так как не видели возможности выдать её замуж в связи с уродством. Чародейка Тиссая де Врие отказалась быть её наставницей. После попытки суицида Йеннифэр Тиссая взяла её в ученицы и исправила дефекты внешности.
Йеннифэр принимала участие в битве на Содденском холме. Познакомилась с Геральтом в Ринде, когда тот искал способ спасти Лютика от последствий встречи с джинном. Эта встреча стала началом их любви.
Как и многие чародейки, Йеннифэр не могла иметь детей. Желая завести ребёнка любой ценой, она пыталась использовать возможности освобождённого Лютиком джинна, а впоследствии приняла участие в безуспешной охоте на золотого дракона.
После ухода Цири из Каэр Морхена Йеннифэр стала её наставницей в изучении магии и хороших манер, что сначала вызывало отторжение Цири, но затем переросло в искреннюю привязанность. Отношения между ними скоро стали приятельскими. Впоследствии Йеннифэр и вовсе заменила Цири мать.
Во время событий на Танедде Йеннифэр пыталась спасти Цири и была сочтена предательницей совета и сообщницей Вильгефорца. Францеска Финдабаир с помощью заклятия «Артефактной компрессии» превратила Йеннифэр в нефритовую статуэтку. Позже, после декомпрессии, по рекомендации Францески вошла в состав Ложи. С первого же очного заседания Ложи сбежала при содействии Фрингильи Виго для очередной попытки спасения Цири.
После побега с заседания ложи Йеннифэр обратилась за помощью к Краху ан Крайту, ярлу Скеллиге. Узнав от ярла новые подробности гибели принцессы Паветты и её мужа Дани, Йеннифэр решила отправиться к месту их предполагаемой гибели — на Бездну Седны, где на самом деле находился насос Вильгефорца, способный втягивать и телепортировать корабли. Йеннифэр собиралась, используя себя как приманку, проникнуть во владения Вильгефорца, однако в результате сама попала к нему в плен. Вильгефорц решил использовать Йеннифэр для магического сканирования при поиске Цири, но потерпел в этом неудачу. Однако под пыткой Йеннифэр показала местонахождение ведьмака Геральта, что позволило Вильгефорцу подослать к ведьмаку убийцу — полуэльфа Ширру. В дальнейшем Йеннифэр многократно подверглась пыткам, вплоть до момента спасения её Геральтом и Цириллой. После освобождения из темницы приняла участие в финальной битве с Вильгефорцем в цитадели Стигга.
После убийства Вильгефорца ложа чародеек потребовала от Йеннифэр немедленно доставить Цири на своё заседание. Там решалась судьба Цири. По плану чародеек она должна была стать наложницей принца Танкреда, сына короля государства Ковир. После долгого обсуждения Цири было разрешено попрощаться с Геральтом в Ривии, куда она направилась в сопровождении Йеннифэр и Трисс Меригольд. В момент их прибытия в Ривии начался погром жилищ краснолюдов. Пытаясь защитить друзей, ведьмак Геральт встал на защиту краснолюдов, но был ранен. Подоспевшие чародейки остановили погром заклинанием (впоследствии оно было названо «Разрушительное градобитие Трисс Меригольд»).
Пытаясь залечить смертельную рану Геральта, Йеннифэр погибла сама, вложив в заклинание всё без остатка. Цири с помощью единорога Иуарраквакса перевезла их обоих в другой мир, в котором Геральт и Йеннифэр остаются жить на момент окончания действия саги.
После окончания саги, в самом начале компьютерной Вселенной, на остров Геральта и Йеннифэр нападает Дикая Охота, король которой намеревается использовать Геральта и Йен в качестве приманки в поисках Цириллы. Он похищает Йеннифэр, а впоследствии выбрасывает её, потерявшую память, в границах Нильфгаардской империи. Её находит Эмгыр и предлагает ему возглавить поиски Цири под именем Нильфгаардской короны. В конце игры может окончательно связать свою жизнь с Геральтом и уехать с ним в Туссент.
В экранизации 2001 года и мини-сериале 2002 года её роль сыграла польская актриса Гражина Вольщак (пол. Grażyna Wolszczak).

### Трисс Меригольд
Талантливая чародейка, лучшая подруга Йеннифэр. Считается одной из самых молодых действующих чародеек. Упоминаются её роскошные волосы цвета «Октябрьского каштана», её гордость и «опознавательный знак», тонкая талия и проницательный взгляд голубых глаз. В выборе одежды придерживалась платьев без декольте (это связано с ранами, полученными в битве на Содденском холме), преимущественно голубых или зелёных оттенков.
Трисс была на Содденском Холме в числе других чародеев, сражавшихся против Нильфгаарда. В ходе сражения впала в панику и потеряла сознание от страха, который потом долго её преследовал. Получила жестокие ранения, какое-то время ошибочно считалась погибшей, из-за чего стала известна, как «Четырнадцатая с холма». Также её имя появилось на обелиске, воздвигнутом в память павших на Холме чародеев. Свой страх ей удалось перебороть только при погроме в Ривии. Впоследствии от некоторых хронистов получила имя Бесстрашной. Пытаясь спасти Геральта, в состоянии аффекта выкрикнула заклинание, разрушившее половину Ривии (впоследствии его назовут «Разрушительное градобитие Меригольд»). Считалось, что причина уникальности этого заклинания состоит в том, что в ходе погрома ей повредили челюсть, поэтому Трисс сама не запомнила, что именно сказала вместо того, что хотела озвучить.
Наряду с Феркартом и Кейрой Мец входила в Совет короля Темерии Фольтеста. После распада чародейского Братства стала участницей тайного Конвента (Ложи) чародеек, основанного Филиппой Эйльхарт.
Известно, что она стала любовницей Геральта, соблазнив его во время одного из очередных разрывов с Йеннифэр, но он довольно скоро охладел к ней. Во время пребывания в Каэр Морхене она пыталась соблазнить его снова, но уже безуспешно. Тем не менее, их всегда связывала нежная дружба.
По сюжету компьютерной игры «Ведьмак» ей удалось вновь соблазнить Геральта, воспользовавшись его потерей памяти. Тем не менее, чувства Трисс к Геральту, скорее всего, носят искренний характер, и она отчаянно пытается помочь ему вернуть память.
По сюжету компьютерной игры «Ведьмак 2: Убийцы королей» Трисс продолжает оставаться советницей короля Фольтеста, после убийства которого присоединяется к Геральту и командиру Синих Полосок Вернону Роше в поисках Убийцы Королей, который похищает её, а затем передает нильфгаардцам. В финале игры ради спасения чародейки ведьмак может пожертвовать (в зависимости от принятых ранее по сюжету решений) судьбами наследников престолов, Ложи и даже целых королевств.
Если Геральт выбрал Трисс в «Ведьмак 3: Дикая Охота», то история кончается тем что они переселяются в королевство Повис и Ковир, где Трисс-советница короля, а Геральт иногда берёт ведьмачьи заказы, в основном живут в уютном доме и часто принимают гостей.
Если говорить о характере Трисс, то можно с уверенностью сказать, что она — чародейка, «служащая» делу добра. Трисс — настоящая красавица и умница с добрым, милосердным и отзывчивым сердцем. Именно поэтому, в числе основных магических специализаций Трисс — лечебная, целительная и защитная магия. Хотя при этом, Трисс — несомненный мастер и по боевой магии (в основном, боевая магия огня). Несмотря на то что Трисс одна из самых молодых чародеек Ложи, она и одна из самых умелых. Трисс также вместе с Йеннифэр является одной из немногих чародеек, которым ведьмаки доверяют и разрешают посещать Каэр Морхен.
По сюжету игры «Ведьмак 3» чародеи, обвиненные в антимонархических заговорах по всему Северу, объявлены вне закона, и Трисс скрывается в Новиграде, ведя жизнь инкогнито. Помогает Геральту в поисках Цири, а также становится руководителем новиградских чародеев, организуя их побег в Ковир.

### Риенс
Риенс (пол. Rience) — чародей-недоучка, ученик, слуга и шпион Вильгефорца. В поисках Цири сначала вырезал семью кметов из Заречья, затем запытал до смерти одного из друидов, которые её приютили, а в итоге вышел на Лютика, которого пытался выспросить о Цири сначала словами, а потом силой; Лютика спасла Йеннифэр, перебив сообщников Риенса. Риенс бежал через портал, но чародейка успела опалить ему лицо заклинанием (за что позже, когда Йеннифэр стала пленницей Вильгефорца, Риенс пытал и избивал её).
Вылечившись от ожогов у лекаря Мырмана в Оксенфурте, Риенс натравил на Геральта наёмных убийц — братьев Мишеле и шайку Профессора, однако те потерпели неудачу и были убиты ведьмаком. Геральту удалось выйти на след Риенса и захватить его, но (благодаря вмешательству Филиппы Эйльхарт тому в очередной раз удалось скрыться). Позже Риенс, тайно прибыв на корабле Кагыра на остров Танедд во время Сбора, вместе со скоя’таэлями участвовал в бунте чародеев; после разгрома заговорщиков бежал и оттуда, воспользовавшись заранее заготовленным порталом.
Продолжая поиски Цири, Риенс, воспользовавшись шапкой-невидимкой, следил за отрядом Скеллена, однако ясновидящая Веда Сельборн смогла вычислить его и рассказала Скеллену о ведущейся за ними слежке. Люди Скеллена захватили Риенса; испугавшись пыток, тот (при помощи магического устройства «ксеноглаз») устроил разговор Скеллена и Бонарта со своим хозяином, в ходе которого Вильгефорцу удалось привлечь Скеллена на свою сторону.
Преследуя с людьми Скеллена сумевшую бежать из-под стражи Цири по льду озера Тарн Мира, Риенс провалился в полынью и утонул: пытавшемуся спастись Риенсу Цири отсекла пальцы лезвием коньков.

### Вильгефорц из Роггевеена
Вильгефорц из Роггевеена (пол. Vilgefortz z Roggeveen) — чародей, один из членов Капитула, вдохновитель бунта на Танедде, один из главных отрицательных героев цикла. Сирота, воспитывался друидами, обучение магии прошёл уже в зрелом возрасте. Мизантроп, человек, ставящий превыше всего собственное «Я», образец учёного, для которого идея выше гуманизма, а цель оправдывает средства.
До своего падения считался одним из самых талантливых и влиятельных чародеев Севера, был героем битвы на Содденском холме и одним из наиболее влиятельных членов Капитула.
Чародей тайно навестил в Цинтре свергнутого наследника престола империи Нильфгаард Эмгыра вар Эмрейса после рождения у того дочери Цириллы. Вильгефорц предложил Эмгыру помощь от лица сторонников династии Эмрейсов, готовивших свержение узурпатора. По предложенному им плану Эмгыр должен был вернуться в Нильфгаард, инсценировав собственную гибель и гибель своей семьи. При переходе из Скеллиге в Цинтру над бездной Седны чародей втянул корабль Эмгыра магическим насосом. Однако замысел Вильгефорца (истинной целью которого было заполучить в своё распоряжение Цири) удался лишь частично: предчувствуя опасность, супруга Эмгыра, принцесса Паветта, в последний момент передумала брать дочь с собой.
Подробно исследовав генеалогию Цири и историю о её предназначении Геральту, Вильгефорц вёл за ней охоту, так как хотел получить генетический материал для того, чтобы обрести власть над мирами, возникшими после Сопряжения Сфер. Он собирался искусственно оплодотворить девушку и извлечь из неё плаценту; проводя предварительные опыты, чародей похитил и погубил множество девушек. Для шпионажа и устранения нежелательных свидетелей активно пользовался услугами полуэльфа Ширру и выкупленного из тюрьмы Риенса. Чтобы подобраться к Цири, на острове Танедд Вильгефорц предлагал Геральту заключить соглашение. Преследовал Цири во время бунта на Танедде; девушка, спасаясь от чародея, вынуждена была бежать через испорченный портал Башни Чайки. Когда башня взорвалась, Вильгефорц был ранен осколками, лишился глаза и части кожи на лице, став похожим на карикатурного злодея. Он бежал с Танедда через портал, ведущий на бездну Седны.
Выясняя обстоятельства произошедшего на Танедде, Йеннифэр сумела определить, кто из чародеев воспользовался этим порталом и поплыла туда на корабле «Алкиона», используя себя в качестве приманки. Вильгефорц втянул «Алкиону» заклинанием и пленил Йеннифэр, после чего держал её в заточении в замке Стигга, чтобы через чародейку подобраться к её воспитаннице.
Там же Вильгефорц и погиб некоторое время спустя от меча Геральта.

### Филиппа Эйльхарт
Филиппа Эйльхарт — придворная чародейка реданского короля Визимира, входила в Совет чародеев. Маг-полиморф, обладала способностью превращаться в сову. Любовница и соучастница интриг Сигизмунда Дийкстры, основательница (после развала Капитула и Совета) чародейской Ложи, которую должны были составлять двенадцать самых влиятельных волшебниц Северных Королевств, Нильфгаарда и эльфийского государства (одно из кресел Ложи предназначалось для Йеннифэр).
После убийства реданского короля Визимира (фактически, Филиппой же и организованного), она и Дийкстра становятся фактическими правителями Редании, а позднее, после бегства последнего в Зерриканию, она и вовсе стала регентом при малолетнем короле Радовиде.
Во время бунта на Танедде возглавляла магов, противостоявших Вильгефорцу. Знала о толковании пророчества Итлины, участвовала в охоте за Цири, имея собственные планы по использованию генетического материала Львёнка из Цинтры — Цирилла, по замыслу Ложи, должна была стать фавориткой Танкреда Тиссена, наследного принца Ковира, и матерью его будущего сына. Во время гонений на волшебниц Филиппа Эйльхарт попала в заточение и умерла от применённых к ней пыток. Посмертно канонизирована.
Тем не менее, в серии компьютерных игр о ведьмаке, Филиппа очень даже жива. Впервые она появляется во второй части игры как ближайшая советница аэдирнской воительницы Саскии. Формально «помогая» ей, Эйльхарт преследует собственные цели — получение контроля над драконом. После того, как было доказано, что Филиппа и Шеала были причастны к убийству королей Демавенда Аэдирнского и Фольтеста из Темерии, Эйльхарт арестовывает Радовид Реданский, давно ненавидевший её. По его приказу, чародейке выкалывают глаза. В третьей части мы узнаем, что Филиппе удается скрыться от Радовида в Велене (которого она может убить, если Геральт будет участвовать в покушении на него), где она пытается вернуть себе зрение. Эйльхарт помогает в битве с Дикой Охотой, после чего получает вместе со всей Ложей императорское помилование.

### Тиссая де Врие
Тиссая де Врие — одна из самых первых великих выпускниц чародейской школы в Аретузе, одна из самых старых чародеек мира (по приблизительным подсчётам, на момент гибели ей было около 500 лет). Тиссая долгое время была ректором Школы в Аретузе, входила в Капитул, стала Архимагистром. Придерживалась строгих принципов, среди которых — нейтральная позиция по отношению к политике Королевств и мирное сосуществование с другими расами. Маниакально педантична, проницательна. Инициатор решения о стерилизации всех адепток Школы магии в Аретузе во избежание мутаций при наследственной передаче магических способностей. Подозревала Вильгефорца в интригах, направленных против Ордена магов. Несмотря на это, во время бунта на Танедде проявила солидарность к коллегам и взяла под защиту Вильгефорца и Францеску Финдабаир, когда те были взяты под стражу реданскими солдатами во главе с Филиппой Эйльхарт, так как старалась не допустить кровопролития. Разгневавшись из-за начавшейся внутри Ордена склоки, Тиссая де Врие сняла защитные заклинания с острова, открыв, таким образом, дорогу «белкам». Начавшееся столкновение повлекло гибель многих магов и — как следствие — положило конец существованию Капитула и Совета. Осознав свою ошибку, из-за угрызений совести покончила с собой спустя некоторое время после бунта на Танедде.

### Ассирэ вар Анагыд
Маг-исследователь, чародейка из Нильфгаарда. Первый раз читатель видит её растрёпанной, грязной, с обгрызаными ногтями. Но на конвенте чародеев появляется в нетипичном для себя образе: на ней неброское, но очень элегантное платье цвета гиацинта, дополненное маленьким скромным колье из александритов, «невероятно похорошевшая» и «ухоженная», но всё ещё неуверенно чувствующая себя в макияже и модном платье.
По окончании книжной саги, Ассирэ становится магичкой на службе императора Нильфгаарда, но впоследствии (если верить игровому повествованию) пала жертвой организованного им заказного убийства.

### Фрингилья Виго
Молодая чародейка из Нильфгаарда. Выделяется своими чёрными короткими волосами и изумрудными глазами. Считалась в Империи чудачкой из-за своей независимости и следования моде (в Нильфгаарде чародеи были сравни прислуге). Лучшая подруга Ассирэ вар Анагыд, приглашённая ей в Ложу Чародеек, организованную Филиппой Эйльхарт. Имеет большое влияние в Туссенте из-за родства с местной княгиней.
Во время пребывания Геральта в Туссенте соблазнила и удерживала его по заданию Ложи. Убеждала чародеек, что имеет над ведьмаком полное господство, однако он несколько раз называл её именем Йеннифэр. Пыталась выяснить у Геральта о местоположении Вильгефорца, но была им обманута. Позже осталась на службе Императора.
По игровой версии Фрингилью за участие в действиях Ложи Чародеек пленили нильфгаардские войска. Позднее освобождена Геральтом, дабы помочь в битве против Дикой Охоты.

### Шеала де Тансервилль
Шеала де Тансервилль — чародейка из Ковира, советница королевы Зулейки. Упоминается, что она отшельница, не любящая выходить в свет. Любит экспериментировать и исследовать новое, из-за чего быстро сдружилась с Ассирэ вар Анагыд. Считается одной из самых могущественных чародеек Севера.
Была приглашена Филиппой в Ложу Чародеек, чему была крайне удивлена. По заданию Ложи подталкивала королю Ковира Эстераду Тиссену идею о женитьбе его сына Танкреда с Цири.
В игровой серии появляется во Флотзаме, куда прибыла, чтобы убить кейрана — чудовище, из которого Шеала хочет получить редкие ингредиенты для своих исследований. Позднее оказывается главной заказчицей убийства короля Демавенда. Осуждена на смерть, как и другие члены Ложи. Может погибнуть во время телепортации в конце игры «Ведьмак 2: Убийцы королей». Если осталась в живых во второй части, то в игре «Ведьмак 3: Дикая охота» погибает от руки Геральта или Йеннифэр (по просьбе самой Шеалы).

### Сабрина Глевиссиг
Чародейка из Каэдвена. Однокурсница и давняя соперница Йеннифэр, с которой они испытывают взаимную неприязнь. Имела большое влияние на короля Каэдвена Хенсельта, упоминалось, что Сабрина грубо прерывала его речи и сама диктовала, что именно надо делать. В отличие от других чародеек, не любит деликатесы, предпочитая жареное мясо.
В игровой серии Сабрина уже мертва — за вызов огненного дождя на поле битвы король Хенсельт сжёг её на костре, привязанную к колесу от телеги. Однако это положение не помешало Глевиссиг перед смертью наложить на короля проклятие. Впоследствии вокруг её персоны образовывается целый культ.

### Доррегарай из Волле
Чародей — любитель животных. Утверждает, что монстры — просто животные, борящиеся за своё существование, а все убийства, совершённые ими — просто круг жизни. Впервые появляется в книге «Меч Предназначения», где он старался сберечь единственного в мире Золотого дракона (Виллентретенмерта), за что его, наряду с Геральтом и Лютиком, связали. Был в числе приглашённых на Таннед чародеев. Во время бунта был тяжело ранен, но спасён Геральтом и чародейкой Марти Содерген. Из-за своих взглядов на счёт чудовищ часто спорит с Геральтом и другими наёмниками.

## Эльфы

### Изенгрим Фаоильтиарна
Изенгри́м Фаоильтиа́рна (пол. Isengrim Faoiltiarna) — эльф, один из предводителей скоя’таэлей, известный под прозвищем «Железный Волк» (пол. Żelazny Wilk). Особая примета — полученный в одной из битв шрам на всё лицо.
Именно Фаоильтиарна руководил эльфами, высадившимися на Танедде с целью захватить Цири. После неудачи скрывался от нильфгаардского правосудия, продолжая партизанскую войну. Позже — кадровый офицер Нильфгаардской империи, полковник бригады «Врихедд», подразделения регулярной армии Нильфгаарда, полностью состоявшего из эльфов. После поражения Империи в битве при Бренне по условиям Цинтрийского мира был вместе с другими командирами эльфийских партизанских отрядов арестован и выдан победителям, но сумел скрыться и бежал в Зерриканию, по дороге сдружившись с Дийкстрой и Бореасом Муном под именем Вольф Изенгрим. Дальнейшая судьба неизвестна.

### Францеска Финдабаир
Францеска Финдабаир (пол. Francesca Findabair; известна также как Энид ан Глеанна — Маргаритка из Долин) — эльфская чародейка, архимагистр. Отличалась утончённой красотой и выглядела юной девушкой, несмотря на почтенный возраст.
Францеска входила в Капитул, после его ликвидации была приглашена Филиппой Эйльхарт в основанную последней тайную Ложу чародеек. Поддерживала Вильгефорца в организации Таннедского бунта, ей, как правительнице, подчинялись отряды скоя’таэлей. Сначала подпольно, затем явно продолжала борьбу за политическую независимость эльфов, начатую ещё при легендарной эльфийской королеве Аэлирэнн, и за возвращение им территорий, которые эльфы занимали до прихода людей. Приняла сторону нильфгаардского императора Эмгыра вар Эмрейса в войне с Северными королевствами, в обмен на сотрудничество тот выделил эльфам территорию Дол Блатанна. В игре «Ведьмак 3: Дикая охота» отказалась помочь Геральту и Цири в битве с Дикой Охотой (при этом в самой игре она не появляется).

### Аэлирэнн
Аэлирэ́нн (на всеобщем — Элирена, также известна как Белая Роза из Шаэрраведда) — правительница эльфийского города Шаэрраведд, ставшего впоследствии символом борьбы эльфов за независимость, жившая за 200 лет до событий, описываемых в Саге. Призывала к сопротивлению людям-захватчикам, подняла на вооружённую борьбу почти всю эльфийскую молодёжь того времени, которая была безжалостно уничтожена превосходящими числом человеческими армиями. Оставшиеся в живых эльфы уничтожили Шаэрраведд, чтобы тот не достался людям. Выжившей Аэлирэнн позже пришлось просить прощения у своего народа, поскольку она фактически обрекла свой народ на вымирание (большая часть взрослых эльфов неспособна иметь детей, а сторонники Элирены были перебиты).
Интересно, что в реальной истории в период с июня 1942 по февраль 1943 года существовала студенческая антифашистская группа Сопротивления под названием «Белая роза». 18 февраля 1943 года все участники группы были арестованы гестапо и после нескольких дней пыток гильотинированы.

### Торувьель
Торувьель (пол. Toruviel) — один из сквозных второстепенных персонажей цикла, высокая темноволосая эльфка из вольных эльфов Синих Гор. Неприязненно относилась к людям вообще, после начала Северных Войн примкнула к скоя’таэлям. Разгром движения скоя’таэлей поневоле вынудил Торувьель изменить своё отношение к людям в лучшую сторону (см. «Владычица Озера»).
Торувьель присутствует в первой игре серии «Ведьмак», где она входит в отряд Белок под руководством Яевинна. В зависимости от действий игрока, может быть убита рыцарями Пылающей Розы.
В телесериале «Ведьмак» (2002) роль Торувьель исполнила польская актриса Агнешка Дыгант (пол. Agnieszka Dygant).

### Яевинн
Яевинн (пол. Yaevinn) — очередной второстепенный персонаж цикла. Особого участия в сюжете не принимает. Впервые появляется в «Часе презрения», где убивает конного гонца выстрелом из лука. Затем ненадолго появляется во «Владычице озера» принимая участие в Битве при Бренне. Принимает деятельное участие в игре «Ведьмак». Циничен и рассчётлив с одной стороны, он тем не менее остается в глубине души романтичным идеалистом борющимся за равноправие по отношению к своему народу. Может погибнуть во время прохождения игры.

### Аваллак’х
Авалла́к’х (пол. Avallak'h, полное имя — Креван Эспане аэп Каомхан Маха (пол. Crevan Espane аер Caomhan Macha)) — эльф из народа Aen Elle (эльфов ольх), Aen Saevherne (то есть ведун — эльфийский маг). Прозвище (данное расой разумных единорогов) — «лис» (буквальный перевод имени Crevan со Старшей Речи). Помогал Геральту и его друзьям в поисках Цири, но не из симпатий, а преследуя личную цель — привести девушку в мир, где обитают Aen Elle, дабы закончить начатый много лет назад генетический эксперимент, плодом которого была Лара Доррен аэп Шиадаль. В тексте цикла нет прямых указаний на это, но, судя по данным автором косвенным намёкам, был лично знаком с Ларой и, возможно, даже испытывал к ней романтические чувства.
Аваллак`х появляется как один из ключевых персонажей в игре «Ведьмак 3», где он помогает Цири скрываться от преследований короля Эредина, по сути, став изгоем в собственном народе. Несмотря на довольно неоднозначную роль персонажа в книжном повествовании, в игре предстает как надёжный друг, мудрый наставник и верный союзник.

### Филавандрель
Филавандрель аэн Фидаиль из рода Фелеаорнов (пол. Filavandrel aén Fidháil z rodu Feleaornów) — Aen Saevherne, предводитель вольных эльфов Синих Гор. После образования эльфийского государства Дол Блатанна — один из советников его королевы, Францески Финдабаир. Отрицательно относился к вынужденному отречению эльфов Дол Блатанна от движения скоя’таэлей, считая этот шаг предательством собственной расы.
В телесериале «Ведьмак» (2001) роль Филавандреля исполнил известный польский актёр Даниэль Ольбрыхский.

## Другие

### Ярпен Зигрин
Ярпен Зигрин (пол. Yarpen Zigrin) — краснолюд, профессиональный охотник на чудовищ. Вместе со своими товарищами убил дракона Оквиста с Кварцевой горы. Состоял вместе со своим отрядом на службе у короля Хенсельта из Каэдвена. Участник битвы под Бренной, сторонник людей и хороший друг Геральта.
Во время охоты на Золотого дракона познакомился с Йеннифэр, и знакомство было не из приятных. Увидев Ярпена на ярмарке, она по его воспоминаниям пообещала его как следует проучить.
Принимает весьма деятельное участие в книжном цикле о ведьмаке Геральте. Руководит отрядом из шести краснолюдов а позже служил в одном отряде с Золтаном Хиваем. Судя по его разговорам с Цири, в детстве мечтал быть эльфом. Сразу проникся симпатией к ведьмачке, ласково называя её «козой». Бабушку Ярпена убили в Бругге во время погрома, о чём он и упоминает в одном из разговоров.
Был невольным участником погрома нелюдей в Ривии, где сражался бок о бок с Геральтом.
Принимает деятельное участие в игре Ведьмак 2: Убийцы Королей присоединившись к Саскии в её борьбе с каэдвенскими захватчиками в Вергене.

### Золтан Хивай
Золтан Хивай (пол. Zoltan Chivay) — персонаж литературной «Саги о Ведьмаке», а также игр Ведьмак, Ведьмак 2: Убийцы Королей, Ведьмак 3: Дикая Охота.
Краснолюд, деловитый предприниматель, наёмник, один из лучших друзей Геральта. Герой множества трактирных баек и пересудов.
Являлся хозяином попугая по кличке Фельдмаршал Дуб, которого купил примерно за 10 талеров, вероятно, на Приморском базаре в Цидарисе. Позже птица стала собственностью приятеля Золтана — гнома Персиваля Шуттенбаха.
Пройдя вместе достаточно большой путь и пережив вместе множество испытаний, они подружились и краснолюд подарил ведьмаку свой сигиль. Далее, Золтан отправился в Махакам, хотя был недоволен порядками, царившими в горном царстве краснолюдов. Открыто Золтан скоя’таэлей не поддерживает, но его тяготит сложившаяся ситуация, связанная с притеснениями нелюдей. Мастерство, с которым Золтан работает краснолюдской секирой, вызывает уважение даже у Геральта. Во время Второй Северной войны, Золтан со своими приятелями смог завладеть кучей драгоценных вещей, которые они везли с собой на телеге вместе с беженцами. Но в обстоятельствах войны долго владеть таким имуществом не получилось, и клад был успешно зарыт на территории Лирии. После беженцев, Золтан уехал в Вызиму, где вступил в ряды Махакамской дружины вместе с Ярпеном Зигрином. Бился в решающей битве войны под Бренной.
В следующий раз Золтан появляется во «Владычице озера», в Ривии, где его и Ярпена Зигрина (незадолго до печально известного ривского погрома) встречает Геральт и Лютик, зайдя в квартале Вязово в корчму «У Вирсинга».
На момент окончания саги помолвлен с Эвдорой Брекенриггс, фамилию которой Ярпен по ошибке произносит как Брекекекс. По ходу сюжета Ведьмак 2: Убийцы Королей выясняется что свадьба отменяется, так как то ли Эвдора, то ли её семья, разорвала помолвку в связи с участием Золтана в восстании Скоя’таэлей, что имело место в Вызиме (события игры Ведьмак).

### Принцесса Адда
Адда (пол. Adda) — принцесса, дочь короля Темерии Фольтеста от кровосмесительного союза с собственной сестрой, принцессой Аддой. Вследствие наложенного на неё проклятия до четырнадцати лет была стрыгой, пока не была расколдована Геральтом.
В игровой серии «Ведьмак» Адда, уже вполне взрослая принцесса, снова подвергается воздействию проклятия. Может быть как расколдована Геральтом, так и убита. В случае расколдования её берёт в жёны реданский король Радовид.

### Дийкстра
Сигизмунд Дийкстра (пол. Sigismund Dijkstra)— в общих кругах именуемый графом, дабы не вызывать у окружения подозрений и недоброжелательности, начальник реданской разведки, в прошлом — любовник Филиппы Эйльхарт. Описывается как невероятно огромный и тучный человек с живейшим умом. Впервые появляется в романе «Кровь эльфов». Разыскивая Цири, пытался привлечь к сотрудничеству Геральта, в чём потерпел неудачу: во время бунта на Танедде Геральт при попытке задержания сломал Дийкстре ногу и скрылся. После убийства короля Визимира Дийкстра стал фактическим правителем Редании. Выяснив истинные обстоятельства убийства короля, вызвал резкое недовольство Филиппы Эйльхарт, подославшей к бывшему соратнику наёмных убийц. Дийкстра, вовремя поняв свой просчёт, скрылся и бежал в Зерриканию.
О дальнейшей судьбе Дийкстры можно только строить предположения, но в конце произведения сходятся в разговоре Бореас Мун, эльф с обезображенным лицом и пилигрим. В конце, когда они представлены друг другу, становится ясно, что эльф — Исенгрим Фаоильтиарна по прозвищу Железный Волк, а пилигрим — сумевший сбежать от убийц Дийкстра.
Дийкстра появляется как один из ключевых персонажей в игре «Ведьмак 3: Дикая Охота», где он предстаёт вернувшимся из Зеррикании. Он оседает в Новиграде, где становится местным главой преступного мира под именем Сиги Ройвен. Помогает Геральту в поисках Цири и Лютика, а также организует заговор против короля Радовида. В результате может либо стать правителем объединённого королевства Севера, либо быть убитым Геральтом.

### Лео Бонарт
Лео Бонарт (пол. Leo Bonhart) — охотник за головами. О его прошлом упоминается мало: известно, что в молодости он был солдатом, затем занимался торговлей, но потом решил зарабатывать охотой за головами. Перебив за свою карьеру сотни человек (в том числе, по его словам, и нескольких ведьмаков, чьи медальоны Бонарт носит с собой в качестве трофеев), — по распространяющимся о нём слухам, на счету Бонарта столько жертв, что ими можно заполнить отдельное кладбище — заработал репутацию профессионального наёмного убийцы.
Есть множество оснований полагать, что он был ведьмаком. Прозвище «Кот» намекает о принадлежности к одноимённой школе. Его «рыбьи глаза», на которых не раз акцентирует внимание автор, говорят о возможной мутации. Отсюда и нечеловеческая ловкость, скорость, сила и мастерство во владении оружием. Всё это проявилось в стычке с бандой Крыс. Только Геральт подобно ему без труда управлялся с таким количеством противников сразу. Стиль боя так же говорит в пользу школы Кота (также на эту версию указывает реплика Харлана Цары в «Сезоне гроз», где он напоминает о психопатах, носивших медальоны с головой кота, которые развлекались сценами убийства). Сомнителен тот факт, что по движениям Цири Бонарт узнал школу Каэр Морхена только из-за того, что когда-то убил ведьмака оттуда. Здесь видно знание дела, он не предположил, а с уверенностью утверждал о происхождении её навыков. Можно предположить, что он участвовал в нападении на замок, его возраст и разница во времени между этим событием и событиями саги не опровергают это. О причинах предательства ведьмачьего пути можно только гадать, возможно, Лео угнетало всеобщее презрение и ненависть к таким как он. Ясно одно — хранение медальонов ведьмачьих школ говорит о том, что это были не просто заказы, а уже что-то личное. Трофеи которые он заполучил, целых три медальона разных школ, явно указывают на то, что это не под силу обычному человеку, а как раз под стать ведьмаку. Вероятно и то, что кошачий медальон принадлежал ему самому как бывшему адепту школы Кота.
Стефан Скеллен, нильфгаардский коронер, нанял Бонарта, чтобы покончить с Цири, в то время разбойничавшей в банде Крыс. Бонарт, параллельно имевший заказ от барона Касадея на уничтожение банды Крыс, перебил всех спутников Цири. Заинтересовавшись её фехтовальным искусством, он оставил её в живых, вопреки приказу Скеллена. Обезоружив Цири, Бонарт избил её, привязал к коновязи и заставил смотреть на то, как отрезает её друзьям головы и обирает их трупы. Бонарт надевает на девушку железный ошейник, заставляет прилюдно раздеваться в трактире, а затем вынуждает Цири сражаться на арене в Клармоне на потеху публике. По характерной манере боя Бонарт догадывается, что она — ведьмачка («Я слышал о том месте, где учат так импровизированно выпускать кишки. Готов поспорить, что наша мазелька знает это место. А я уже знаю, кто она такая».). Заинтригованный словами Цири (сказанными во время ограбления баронессы Касадей) о том, что она выше по положению, чем любая баронесса, Бонарт выбивает из девушки признание о её происхождении. Позже Бонарт вступил в сговор с Вильгефорцем и Скелленом, поставив одно условие: он, Бонарт, выдаст девушку, но должен будет лично присутствовать при расправе над ней. Когда Цири, воспользовавшись неразберихой в отряде Скеллена, смогла бежать, Бонарт преследовал её до самой Башни Ласточки, а позже, справедливо рассчитывая, что Цири вернётся, чтобы отомстить своим врагам, остался ожидать её в замке Вильгефорца. Когда Цири действительно вернулась, Бонарт вновь вступил с ней в смертельный поединок, попутно убив пытавшегося спасти Цири Кагыра. Бонарт оттеснил её в тупик, но, вспомнив свои тренировки в Каэр Морхен, а именно упражнения на снаряде «маятник», Цири победила и убила своего мучителя, отомстив таким образом за своих друзей.

### Райла
Райла из Лирии, известная также, как «Чёрная Райла» (позже — «Белая Райла») — воительница, офицер армии королевства Аэдирн в чине капитана. После начала Северных войн возглавила спецподразделение, занимавшееся борьбой со скоя’таэлями. Во время завоевания Нильфгаардской империей королевства Аэдирн отряд Райлы, прикрывавший отход беженцев, был настигнут в долине Понтара отрядом «белок» и вырезан; сама Райла была изуродована в схватке, потеряв глаз, ухо и левую руку и чудом оставшись в живых. Оправившись от тяжёлого ранения, Райла, с тех пор известная под новым прозвищем — «Белая Райла» (после сражения в долине Понтара воительница, прежде черноволосая, стала совершенно седой), вернулась на службу и продолжила беспощадную борьбу со скоя’таэлями, завершившуюся в итоге полным разгромом «белок». По сюжету игры была тяжело ранена скоя’таэлем-лучником и превращена Азаром Яведом в мутанта. Впоследствии упокоена Геральтом.

### Стефан Скеллен
В недавнем прошлом коронер (начальник разведслужбы) Нильфгаардской империи, Стефан Скеллен по прозвищу «Филин» стал в итоге ренегатом в родном королевстве. Сокрушаясь, что главный шпион империи Ваттье де Ридо получает от императора гораздо больше милости, чем он сам, а также будучи идеологом «народовластия», Скеллен, вступив в сговор со знатными дворянами империи, недовольными «политически необоснованным» браком с принцессой нордлингов, решил собрать отряд добровольцев (главным образом, из бандитов), чтобы убить её. Скеллен отправился по следам Цириллы и взявшего её в плен Бонарта. Благодаря ясновидящей Веде Сельборн им был раскрыт следивший за его отрядом шпион Вильгефорца Риенс, который под угрозой пыток организовал разговор своего господина и Скеллена. После коротких переговоров было решено заключить союз для поимки Цири. Впоследствии к этому союзу присоединился и Лео Бонарт. Однако Цири, выданная Бонартом Скеллену, бежала, перебив людей Скеллена и убив Риенса, и скрылась в Башне Ласточки. Поняв, что теперь ему нет дороги назад в Империю, Филин решил примкнуть к заговору против Эмгыра. После раскрытия заговора схваченный в замке Стигга имперскими солдатами Скеллен был приговорён к смерти и позже казнён через повешение. В игре «Ведьмак 3: Дикая Охота» можно найти довольно необычный артефакт — верёвку, на которой был повешен Скеллен.

### Эсси Давен
Эсси Давен (пол. Essi Daven) по прозвищу «Глазок» — бард. Описывается как хорошенькая молодая (не больше 18 лет на вид) девушка с длинными тёмно-золотистыми волосами и тёмно-голубыми глазами, прозвище «Глазок» получила за характерную привычку расчёсывать волосы так, что они постоянно прикрывали половину лица. Лютик отзывается об Эсси как о талантливой поэтессе и певице; отношения Лютика и Эсси вернее всего будет описать как отношения старшего брата и младшей сестры: несмотря на явное творческое соперничество и постоянный обмен колкостями, оба барда очень тепло относятся друг к другу.
Встреча Эсси Давен с Геральтом в Бремервоорде привела к мимолётному роману, на память о котором у Эсси осталась найденная Геральтом и Лютиком голубая жемчужина, подаренная поэтом и ведьмаком ей на день рождения. Жемчужину Эсси хранила до самой смерти, случившейся через 4 года после встречи с Геральтом во время эпидемии оспы в Вызиме. Поэтическое наследие Эсси Давен после её смерти было издано под названием «Голубая жемчужина» (эта книга упоминается в числе прочитанных Цири во время обучения в храме Мелитэле).

## Персонажи компьютерных игр
Эти персонажи не появляются в романах Сапковского; они были придуманы разработчиками компьютерных игр по его книгам.

### Ведьмак 2: Убийцы Королей
- Вернон Роше, командир «Синих полосок» — специального отряда и доверенное лицо короля Темерии — Фольтеста[17]. Впервые появляется во втором эпизоде трилогии игр о ведьмаке. Является ключевым персонажем второй части и второстепенным в третьей. В зависимости от действий игрока может погибнуть вместе с Бьянкой (если она не была убита нильфгаарцами до покушения на Радовида) и Тайлером от рук солдат Дийкстры, либо убить Дийкстру вместе с Геральтом и Бьянкой в случае участия в покушении на Радовида.
- Иорвет, командир отряда скоя’таэлей, упоминаемый в романе «Крещение огнём» и впервые встречающийся игроку во втором эпизоде трилогии игр «Ведьмак»[18]. В ходе игры игрок может сделать выбор и проследовать с ним в краснолюдский город Верген, или же принять сторону Вернона Роше.

### Ведьмак 3: Дикая Охота
- Ведьмы Кухарка, Пряха и Шептуха, вместе известные как «Хозяйки Леса» — три сестры, демонические правительницы Кривоуховых топей. Это сгорбленные, поражённые болезнями старухи-людоедки, увешанные частями человеческих тел[19]. Англоязычные обозреватели отмечали их сходство с троицей ведьм из шекспировского «Макбета»; главный продюсер игры Пётр Кшивоносюк в интервью не смог подтвердить или опровергнуть это сходство, но сказал, что три ведьмы — «дева, мать и старуха» — вписываются в тот же стереотип[20].
- Зоська-Свистушка или Зося-Свистушка (ориг. Whistling Wendy) — второстепенный персонаж в играх Ведьмак 2: Убийцы Королей и Ведьмак 3: Дикая Охота, проститутка."Если у бабы недотрах, то у неё всё в голове помутиться может". В первый раз Геральт из Ривии встречает Зосю в обозе близ Каэдвенского лагеря. Свистушка с удовольствием согласится обслужить Геральта за 100—120 оренов. В ходе квеста «Теория заговора» с ней можно немного поговорить. Девушка может рассказать о том, что несколько раз переспала с самим Хенсельтом, о своем мнении по поводу Саскии и настроении солдат. При разговоре Зося сильно шепелявит. Второй раз ведьмак встречает Зосю в Новиграде. Он узнает шепелявую проститутку, и, скорее всего, она его тоже. Маркитантка перебралась в Вольный город из Каэдвена и даже подружилась с Присциллой, которая даже дала ей роль в своей пьесе. Девушка уже давно пыталась найти себе более достойное занятие, но никто её не брал ни на прачки, ни в служанки, ни в кухарки. Узнав о случившемся с Присциллой, Зоська-Свистушка и её друзья решают наказать её обидчика, но их затея не приносит ожидаемого результата. Так как Присцилла находилась в тяжелом состоянии, а сыграть в её пьесе не получилось, Зоська с большой нехотью вновь собиралась вернуться в бордель.
- Гюнтер О’Дим, также известный как «Господин Зеркало» и «Стеклянный человек» — зловещее бессмертное существо, способное исполнять людские желания и повелевать самим временем. Гюнтер О’Дим, представляющийся Геральту торговцем зеркалами, эпизодически появляется в игре «Ведьмак 3: Дикая Охота» и является главным антагонистом дополнения «Каменные Сердца» — если сюжет «Каменных Сердец» основан на легенде о пане Твардовском, то Гюнтер О’Дим играет роль дьявола. Имя и фамилия этого героя были позаимствованы из творчества Стивена Кинга — романа «Нужные вещи» и цикла книг «Тёмная Башня», где появляются схожие персонажи-искусители — Лиланд Гонт и Уолтер О’Димм. Прообразом для манер Гюнтера О’Дим и некоторых сцен с его участием послужил Густаво Фринг, персонаж американского сериала «Во все тяжкие»[21].
- Ольгерд фон Эверек — один из главных героев дополнения «Каменные сердца», реданский дворянин, заключивших сделку с Гюнтером О’Димом, и вследствие неё потерявший жену и возможность чувствовать эмоции. По ходу игры главный герой вынужден выполнять ряд его практически невыполнимых заданий, чтобы исполнить уговор, заключенный с Гюнтером О’Димом[22].
- Ирис фон Эверек, в девичестве Билевитц (ориг. Iris von Everec) — один из центральных персонажей дополнения «Каменные Сердца», жена Ольгерда фон Эверека, талантливая художница. После смерти её душа оказалась в «Нарисованном мире», состоящем из воспоминаний и кошмаров Ирис. В зависимости от выбора игрока может либо окончательно умереть, либо остаться в Нарисованном мире.[23]